# Зеленка (приток Надеевы)
Зеленка — река в России, протекает в Лузском районе Кировской области. Устье реки находится в 16 км по левому берегу реки Надеева. Длина реки составляет 10 км.
Река берёт начало из болота Духовое в 33 км к юго-востоку от города Луза. Река течёт на северо-восток, верхнее и среднее течение проходит по ненаселённому заболоченному лесному массиву. Приток — Чумовицы (левый). Впадает в Надееву у деревни Льнозавод.

## Данные водного реестра
По данным государственного водного реестра России и геоинформационной системы водохозяйственного районирования территории РФ, подготовленной Федеральным агентством водных ресурсов:
- Бассейновый округ — Двинско-Печорский
- Речной бассейн — Северная Двина
- Речной подбассейн — Малая Северная Двина
- Водохозяйственный участок — Юг
- Код водного объекта — 03020100212103000012969